# Espondilidíneos
Espondilidíneos (Spondylidinae) é uma família de coleópteros da família Cerambycidae.

## Tribos
- Tribo Anisarthrini Mamaev & Danilevsky, 1973
- Tribo Asemini Thomson, 1861
- Tribo Atimiini LeConte, 1873
- Saphanini Gistel, 1848
- Tribo Spondylini Audinet-Serville, 1832